# Radhospne, Nijîn
Radhospne (în ucraineană Радгоспне) este un sat în comuna Vertiivka din raionul Nijîn, regiunea Cernihiv, Ucraina.

## Demografie
Componența lingvistică a localității Radhospne
     Ucraineană (96,48%)
     Rusă (3,52%)
Conform recensământului din 2001, majoritatea populației localității Radhospne era vorbitoare de ucraineană (96,48%), existând în minoritate și vorbitori de rusă (3,52%).